# Округ Лафејет (Луизијана)
Лафејет (енгл. Lafayette Parish) је округ у америчкој савезној држави Луизијана.

## Демографија
По попису из 2010. године број становника је 221.578, што је 31.075 (16,3%) становника више него 2000. године.
| Група             | 2000.           | 2010.           |
| Белци             | 137.762 (72,3%) | 148.972 (67,2%) |
| Афроамериканци    | 45.346 (23,8%)  | 57.073 (25,8%)  |
| Азијати           | 2.055 (1,1%)    | 3.331 (1,5%)    |
| Хиспаноамериканци | 3.320 (1,7%)    | 8.597 (3,9%)    |
| Укупно            | 190.503         | 221.578         |